# Vangueria agrestis
Vangueria agrestis är en måreväxtart som först beskrevs av Georg August Schweinfurth och William Philip Hiern, och fick sitt nu gällande namn av Henrik Lantz. Vangueria agrestis ingår i släktet Vangueria och familjen måreväxter. Inga underarter finns listade i Catalogue of Life.